# 万忠墓

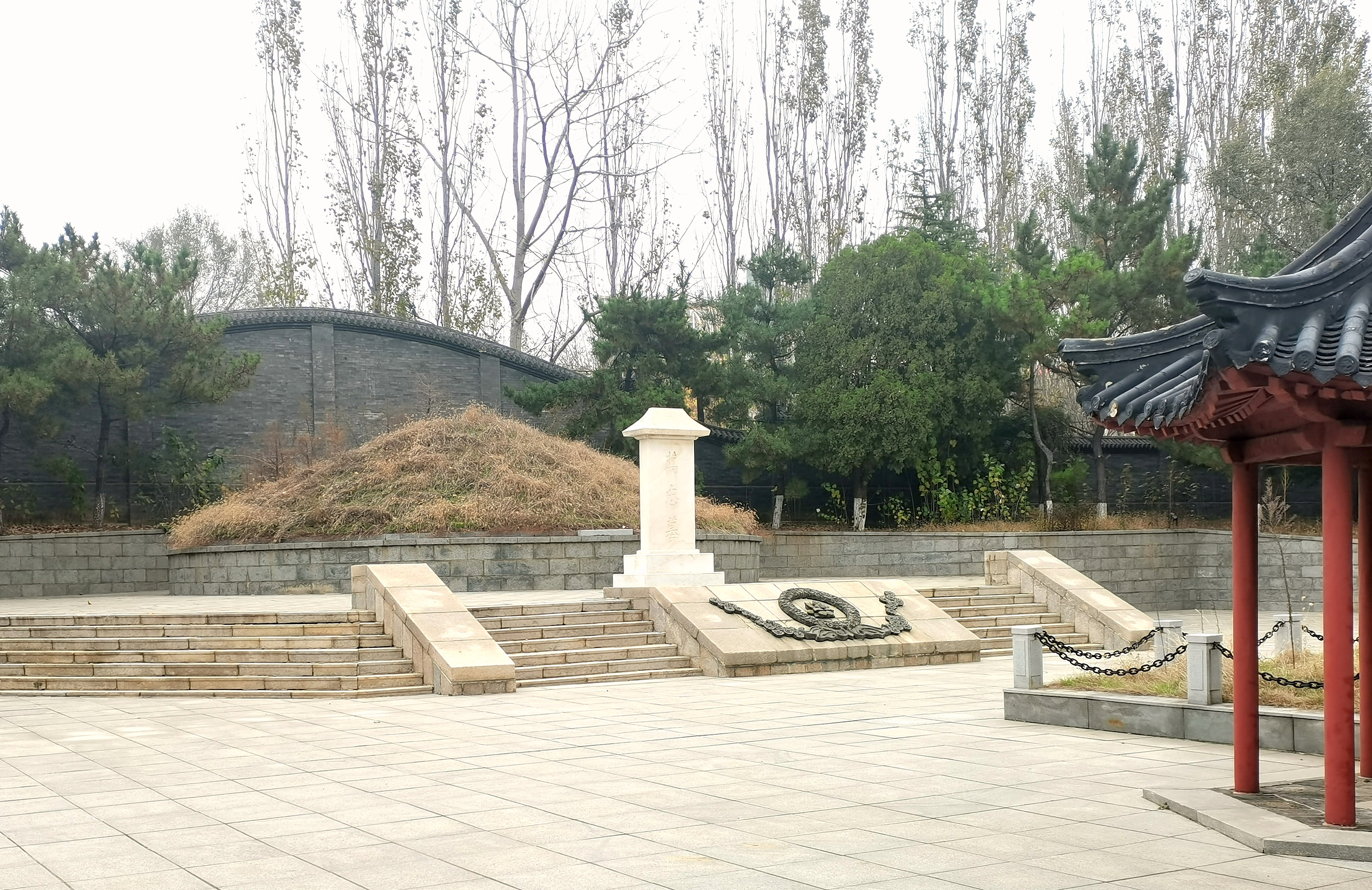
万忠墓墓碑

万忠墓（まんちゅうぼ）とは、日清戦争の旅順虐殺事件の遭難者のものとして、中国遼寧省大連市旅順口区の白玉山東麓に設置されている墓地。俗称は「万人坑」。
日清戦争時の1894年11月に起きたとされる旅順虐殺事件の、遭難者の遺体が集団で焼かれて、骨灰は白玉山東麓に埋葬されているとされる。「清国将士陣亡之墓」と墨書された木碑が建てられた。1896年、提調官顧元勲は、遭難者のものとして墓碑、廟を建造し、事件を記念して碑に「万忠墓」と刻んだとされる。その後、数回の修復を経て、1994年には日清戦争100周年を迎え、万忠墓を修築する為に、大量の埋葬者の遺体や遺物を発掘したとされる。

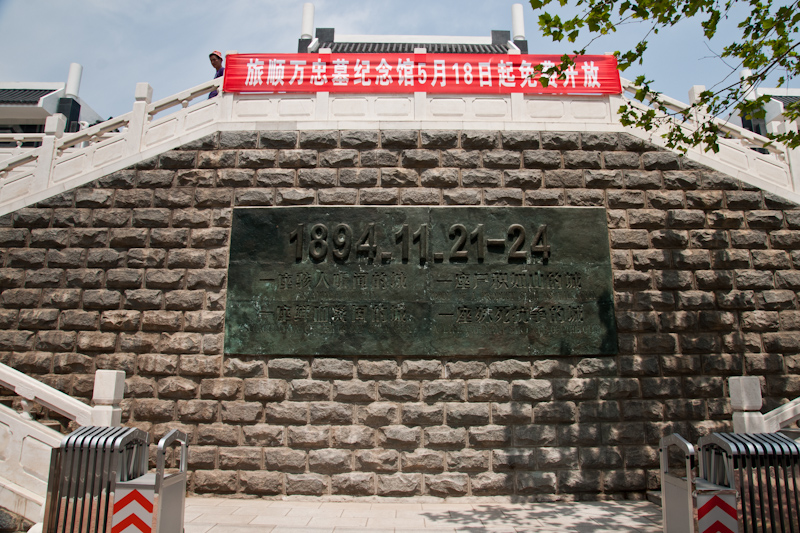
万忠墓記念館外景

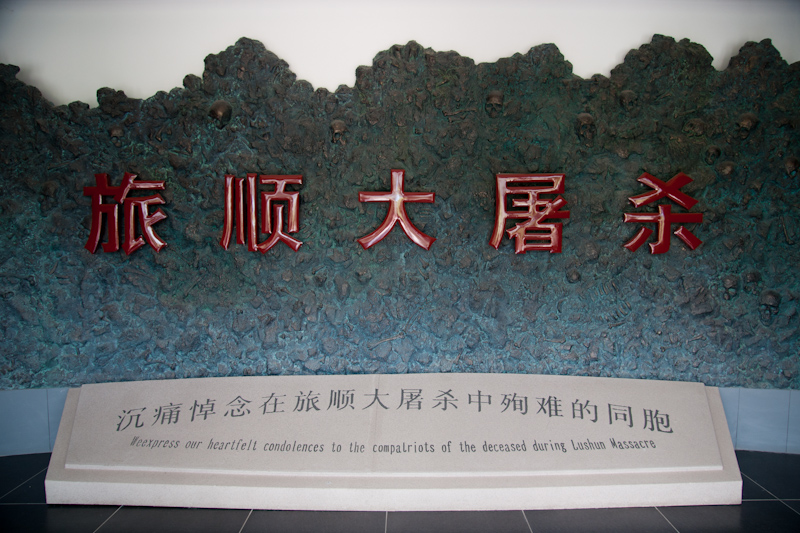
万忠墓記念館内景

万忠墓の修築ののち、万忠墓記念館が建立された。1994年11月21日、日清戦争旅順殉難同胞百年忌を執り行った。
埋葬者数だが、碑文の裏面には「官兵商民男婦被難者一萬八百餘名」とあるが、曲傅林の「萬忠墓記」には、遺体を片付けた人々の証言によると1万8千名とある。
2006年、全国重点文物保護単位（編号6-914、近現代重要史跡および代表性建築）に登録された。